# Записки УГГТ
Записки Українського генеалогічного і геральдичного товариства (записки УГГТ) — друкований орган Українського генеалогічного і геральдичного товариства. Видавався українською мовою 1969–1971 роках у місті Маямі штату Флорида, США.
- У 1969 р. — це квартальник,
- У 1970–1971 рр. — це був двомісячник.

Публікувалися матеріали з історії української емблематики, генеалогії та вексилології.
Ці записки виходили за редагуванням Романа Климкевича.